# William Hay, 11. Marquess of Tweeddale
William George Montagu Hay, 11. Marquess of Tweeddale (* 4. November 1884; † 30. März 1967) war ein britischer Peer und Politiker.

## Leben
Hay entstammte dem Clan Hay und war der älteste Sohn des William Hay, 10. Marquess of Tweeddale (1826–1911), aus dessen Ehe mit Candida Louisa Bartolucci (1858–1925). Er besuchte das Eton College und studierte am Christ Church College der Universität Oxford.
Von 1903 bis 1905 diente er als Second Lieutenant der Lothians and Berwickshire Imperial Yeomanry in der Milizkavallerie und wechselte 1905 als Second Lieutenant der 1st Life Guards zur regulären British Army. 1908 wurde er zum Lieutenant befördert und schied zunächst 1909 aus dem aktiven Dienst aus. Anlässlich des Ersten Weltkriegs wurde er 1914 reaktiviert und bis 1915 als Captain der 1st Life Guards sowie von 1915 bis 1917 als Major der 3rd Lowland Brigade in Frankreich eingesetzt und wurde im Kampf verwundet.
Als 1911 sein Vater starb, erbte er dessen Adelstitel als 11. Marquess of Tweeddale, 12. Earl of Tweeddale, 11. Earl of Gifford, 11. Viscount of Walden, 19. Lord Hay of Yester und 2. Baron Tweeddale. Mit letzterer britischen Baronie war, im Gegensatz zu den übrigen schottischen Titel, unmittelbar ein erblicher Sitz im House of Lords verbunden. Zudem erbte er umfangreiche Ländereien, einschließlich des Familiensitzes Yester House bei Gifford in East Lothian, den er in den 1920er Jahren modernisieren ließ.
1944 wurde er zum Lord Lieutenant von East Lothian ernannt und hatte dieses Amt bis zu seinem Tod inne. 1952 wurde er zum Brigadier der Royal Company of Archers und 1955 zum Justice of the Peace für East Lothian ernannt.

## Ehen und Nachkommen
In erster Ehe heiratete er am 7. Dezember 1912 Marguerite Christine Ralli († 1944). Mit ihr hatte er einen Sohn, der 1928 am Tag seiner Geburt starb, und vier Töchter:
- Lady Helen Candida Hay (* 1913), ⚭ 1933 Lionel Berry, 2. Viscount Kemsley;
- Lady Marguerite Georgina Christine Hay (1916–2003), ⚭ 1941 Arthur Nicholas Coleridge (1915–1988);
- Lady Christine Daphne Hay (1919–2000), ⚭ (1) 1939–1947 David Morley-Fletcher († 1971), ⚭ (2) 1957 Francis Robert Cameron Stewart;
- Lady Frances Elizabeth Anne Hay (* 1926), ⚭ 1956 Nigel Arthur Pearson († 1975), Sohn und Heir apparent des Sir Neville Arthur Pearson, 2. Baronet († 1982).

Nach dem Tod seiner ersten Gattin heiratete er am 24. März 1945 in zweiter Ehe Marjorie Helen Wagg († 1977), Exgattin des Joseph Henry Nettlefold. Die Ehe blieb kinderlos.
Da er keine Söhne hinterließ, fielen seine Adelstitel bei seinem Tod, 1967, an seinen Neffen David Hay (1921–1979) als 12. Marquess. Seine wesentlichen Ländereien fielen indessen an seine vier Töchter, die insbesondere den Familiensitz Yester House verkauften.